# Заколупін Микола Панасович
Микола Панасович Заколупін (нар. 25 червня 1920, село Трофимовська Шенкурського повіту Архангельської губернії, тепер Шенкурського району Архангельської області, Російська Федерація — 27 червня 1975, місто Москва) — радянський партійний діяч, журналіст, головний редактор газети «Сельская жизнь». Член Центральної Ревізійної Комісії КПРС у 1971—1975 роках.

## Життєпис
Народився в селянській родині в селі Трофимовська (за іншими даними — в селі Топса) Архангельської губернії.
У 1937—1939 роках — літературний співробітник газети «Маяк коммунизма» міста Мезень Архагельської області.
У 1941—1946 роках — у Червоній армії, учасник німецько-радянської війни. Служив начальником штабу 11-го гвардійського окремого батальйону інженерних загороджень 2-ї гвардійської окремої інженерної бригади спеціального призначення Волховського фролнту, командиром 7-го окремого гвардійського мото-штурмового інженерно-саперного батальйону 2-ї гвардійської мото-штурмової інженерно-саперної бригади 28-ї армії.
Член ВКП(б) з 1942 року.
У 1946—1950 роках — секретар, 2-й секретар Архангельського обласного комітету ВЛКСМ.
У 1950—1953 роках — завідувач відділу сільської молоді газети «Комсомольская правда».
У 1953—1956 роках — слухач Вищої партійної школи при ЦК КПРС.
У 1956—1960 роках — співробітник редакції газети «Правда».
У 1960—1965 роках — редактор відділу партійного життя і пропаганди, заступник головного редактора газети «Сельская жизнь».
У 1965—1971 роках — в апараті ЦК КПРС.
У лютому 1971 — 27 червня 1975 року — головний редактор газети «Сельская жизнь».
Помер 27 червня 1975 року після важкої хвороби. Похований на Новодівочому цвинтарі Москви.

## Військові звання
- гвардії старший лейтенант
- гвардії майор

## Нагороди
- три ордени Трудового Червоного Прапора
- орден Вітчизняної війни І ст. (31.01.1945)
- орден Червоної Зірки (25.08.1943)
- орден «Знак Пошани»
- медаль «За оборону Ленінграда» (22.12.1942)
- медаль «За взяття Кенігсберга» (1945)
- медаль «За перемогу над Німеччиною у Великій Вітчизняній війні 1941—1945 рр.» (1945)
- медалі